# Дискриминация по росту
Дискриминация по росту (хайтизм, англ. heightism) — это предубеждение или дискриминация в отношении людей по признаку роста. В принципе, это относится к дискриминационному обращению с лицами, чей рост не находится в пределах нормального приемлемого диапазона роста в популяции. Термин «хайтизм» был введен социологом Солом Фельдманом в статье под названием «Представление о низкорослости в повседневной жизни — рост и высокий рост в американском обществе: к социологии роста», представленной на заседании Американской социологической ассоциации в 1971 году. Хайтизм был включен во Второй словарь нового английского языка Барнхарта (1971) и популяризирован журналом Time в статье 1971 года о статье Фельдмана.